# Äkta amerikanska jeans
Äkta amerikanska jeans är en roman av Jan Guillou från 2016. Det är den sjätte delen i romansviten Det stora århundradet som handlar om 1900-talet. De tidigare delarna i romansviten är Brobyggarna, Dandy, Mellan rött och svart, Att inte vilja se och Blå stjärnan

## Handling
Boken utspelar sig åren efter andra världskriget, när det svenska folkhemmet börjar byggas och Europa fortfarande ligger i ruiner efter kriget. Romanens huvudperson Eric oroar sig mer för sina växande problem i Saltsjöbaden än för det överhängande hotet om kärnvapenkrig.
Eric blir på daglig basis misshandlad av sin styvfader men när hans morfar omkommer till följd av malaria, skiljer sig hans mor och familjen får bygga upp sitt liv från grunden, denna gång från ruinens brant.
Hans mor överraskar dock med sin uppfinningsrikedom och han beskriver denna period som sin mors glansdagar, en historia om kvinnlig frigörelse inom den konservativa överklassens högborgerliga aristokrati.